# Inning am Ammersee
Inning am Ammersee este o comună din landul Bavaria, Germania.